# Reinhard Amon
Reinhard Amon (* 18. März 1960 in Gmünd) ist ein österreichischer Professor für Tonsatz (Harmonielehre und Kontrapunkt) an der Universität für Musik und darstellende Kunst in Wien und ausgebildeter Konzertpianist.

## Leben
Reinhard Amon wurde in Gmünd, Niederösterreich geboren. Nach der Matura begann er ein Studium an der Hochschule für Musik und darstellende Kunst in Wien in den Fächern Instrumentalpädagogik, Musik- und Instrumentalmusikerziehung sowie Klavier (Konzertfach).
Er ist seit 1988 Lehrbeauftragter und seit 2004 Dozent für die Fächer Kontrapunkt, Tonsatz, Methodik Klavier sowie Gehörbildung.
Im Oktober 2009 erfolgte die Berufung zum Professor für Tonsatz.
Seine Bücher zur musikalischen Form, zur Harmonielehre und zur Funktionstheorie sind Standardwerke.

## Werke (Auswahl)
- Phänomen Mozart: Fakten und Betrachtungen zu Leben und Werk. Springer, Berlin / Heidelberg 2024, ISBN 978-3-662-69147-2
- Funktionelle Harmonielehre: Lehr- und Handbuch zur Funktionstheorie und Funktionsanalyse. Universal Edition, Wien, ISMN 979-0-008-08970-1 (Suche im DNB-Portal)
- Lexikon der musikalischen Form. Doblinger / Metzler, Wien 2011, ISBN 978-3-902667-27-4.[3]
- Piano essentials: 54 classics in theory and practice. Ludwig Doblinger, Wien / München 2008, ISBN 978-3-900695-95-8.
- Lexikon der Harmonielehre, Nachschlagewerk zur durmolltonalen Harmonik mit Analysechiffren für Funktionen, Stufen und Jazz-Akkorde. Wien / München 2005, ISBN 3-476-02082-7.[3]